# Harcanville
Harcanville ist eine französische Gemeinde mit 525 Einwohnern (Stand: 1. Januar 2022) im Département Seine-Maritime in der Region Normandie. Die Gemeinde gehört zum Arrondissement Rouen und zum Kanton Yvetot. Die Bewohner werden Harcanvillais und Harcanvillaises genannt.

## Geografie
Harcanville liegt im Zentrum des Départements, etwa 39 Kilometer nordnordwestlich von Rouen im Pays de Caux. Umgeben wird Harcanville von den Nachbargemeinden Routes im Norden, Doudeville im Osten und Nordosten, Yvecrique im Südosten, Étoutteville im Süden und Südosten, Anvéville im Süden und Südwesten sowie Carville-Pot-de-Fer im Westen.

## Geschichte
Die ersten Spuren der Zivilisation rund um Harcanville scheinen aus der Zeit zu stammen, als Julius Cäsar um das Jahr 57 v. Chr. kam, um Gallien zu erobern. An der Stelle der heutigen Departementsstraße 149 verlief eine gepflasterte Straße. Der „Dreizehn Gruben“ genannte Ort dürfte ein Friedhof dieser Zeit gewesen sein.
Im 5. Jahrhundert fielen die Sachsen und Franken in das Land ein. Fränkische Krieger legten die Grenzen ihres Herrschaftsbereichs fest und errichteten zu ihrer Verteidigung eine Motte, einen von Palisaden umgebenen Erdhügel. So wurde Harcanville geboren.
„Har“ bedeutet in der galloromanischen Sprache Stärke, „Can“ einen Sumpf oder sehr tiefes Becken, das nie versiegt. In der galloromanischen Sprache würde Harcanville dann den Ort bedeuten, in der es starke (= viele) Sümpfe gab. In der germanischen Sprache könnte der Ursprung des Namens der Gemeinde „Landgut Hercha“ vom Namen einer germanischen Frau sein.
Im 9. Jahrhundert fielen wiederum die Wikinger in Gallien ein. Häuser schlossen sich zusammen, um ihre Sicherheit zu verbessern, das umliegende Land zu roden und zu bewirtschaften. Es entstanden Weiler wie Pichemont, Quiévremont, Le Bout du Haut und Le Bois Robert. Im 12. Jahrhundert gab es 120 Familien. Der Hundertjährige Krieg brachte Elend und Verwüstung. Im Jahr 1347 vernichtete der Schwarze Tod die Hälfte der Einwohner. Bauernhöfe und Häuser wurden zerstört und mittellose Bauern folgten bewaffneten Banden und beteiligten sich an Plünderungen. Ein Jahrhundert später gab es in Harcanville nur noch 30 Familien. Ende des 15. Jahrhunderts ließ der Seigneur von Banastre, Herr von Harcanville, auf seiner Festung Le Mouchel ein Herrenhaus aus Ziegeln und Bruchsteinen errichten, das von einem mit Wasser gefüllten Graben umgeben und durch einen Donjon verteidigt wurde, der heute nicht mehr existiert.
Unter Heinrich IV. fand im Pays de Caux ein Bürgerkrieg zwischen Katholiken und Protestanten statt. Im Jahr 1589 kam es im Weiler La Bataille zu Zusammenstößen an einer strategischen Stelle, da dieser Ort über der Ebene liegt. Im 17. Jahrhundert erbte Louis de Banastre die Ländereien von Harcanville und eine Windmühle, die er an einen Müller, Sieur Toutain, verpachtete. Aus unbekannten Gründen verkauft er sein Land. Der Name Banastre verschwand im 19. Jahrhundert.
Im Jahr 1857 gab es in Harcancille 950 Einwohner. Die Arbeit war zwischen Landwirtschaft und Weberei aufgeteilt. Der Wohlstand der Bauern lässt sich an der Stabilität der damals errichteten Häuser und Gebäude ablesen. Die Bevölkerung wuchs.

## Bevölkerungsentwicklung

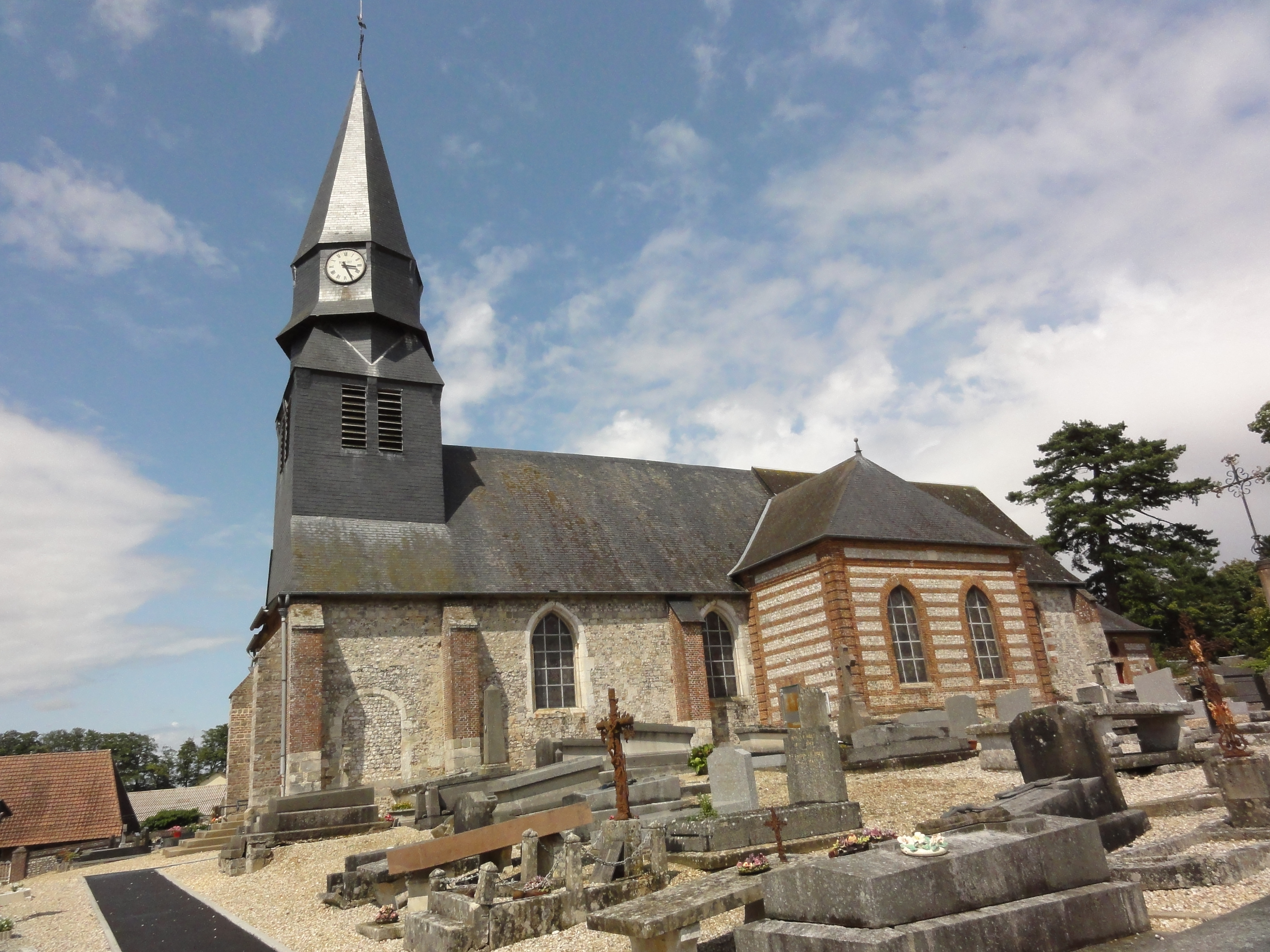
Pfarrkirche Saint-Jean-et-Saint-Clair

| Jahr                       | 1962 | 1968 | 1975 | 1982 | 1990 | 1999 | 2006 | 2013 | 2020 |
| Einwohner                  | 418  | 411  | 419  | 440  | 384  | 403  | 438  | 504  | 530  |
| Quellen: Cassini und INSEE |      |      |      |      |      |      |      |      |      |

## Sehenswürdigkeiten
- Pfarrkirche Saint-Jean-et-Saint-Clair, von der in der Struktur des Kirchenschiffs Überreste aus dem 11. Jahrhundert erhalten sind. Das Kirchenschiff wurde im 17. Jahrhundert und der Chor wurde im 18. Jahrhundert erneuert. Restaurierungen wurden im 19. Jahrhundert vorgenommen.
- Das Schloss Harcanville mit Park datiert aus dem 19. Jahrhundert.
- Herrenhaus Pichemont, Anfang des 18. Jahrhunderts erbaut
- Herrenhaus Nellemont
- Gutshof von Quiévremont, Museum
- Gutshof von La Bataille, Museum